# Месджид ал-Харам
Месджид ал-Харам или Свещената джамия (на арабски: المسجد الحرام) в свещения град Мека, Саудитска Арабия е най-голямата, най-старата и най-почитаната джамия, в чийто двор се намира древният храм Кааба. Джамията е известна също и като Харам или Харам Шериф. В нея се извършват редица обреди от поклонението хадж. Спомената е в Корана като посоката на новата кибла (2:142–145). Най-старите части от съществуващата сграда датират от 16 век.
Настоящата постройка заема 356 800 м2 площ, включително външните и вътрешните пространства, предназначени за молитва-намаз и по време на хадж може да побере до 4 милиона души. В двора
на джамията се намират Кааба, кладенецът Земзем, „мястото на Ибрахим“ и др.

## История

### В исляма
Според ислямската традиция джамията е била построена от меляикета още преди сътворението на човека, когато Аллах наредил на земята да бъде определено място за богослужение, което да отразява небесния дом, наречен Ал-Бейту и-Ме'мур (на арабски: البيت المعمور, Място за богослужение на ангелите). Вярва се, че Ал-Бейту И-Мемур се намира в небесата точно над Кааба. Първата Кааба е построена от меляикетата, а Адам е първият човек, който я е построил отново. От време на време джамията била разрушавана и възстановявана.
Според ислямските вярвания тя е била построена от Ибрахим и сина му Исмаил. Било им наредено от Аллах да построят Кааба и джамия. В Месджид ал-Харам няма нищо магическо, като изключим извора Земзем.
| „            | И посочихме на Ибрахим мястото за Дома [Кааба]: „Не съдружавай нищо с Мен и почисти Моя Дом за онези, които обикалят и стоят в преклонение, и се кланят, и свеждат чела до земята в суджуд!“ | “ |
| Коран, 22:26 | |   |

| „            | „И когато Ибрахим и Исмаил издигаха основите на Дома, [рекоха]: "Господи, приеми от нас! Наистина Ти си Всечуващия, Всезнаещия.“ | “ |
| Коран, 2:127 | |   |

Извън религиозните предания, първата мюсюлманска постройка на мястото е стена, издигната през 638 г. около Кааба от втория халиф Омар. Следващите халифи добавят стени, колони и декорации. По-съществено обновление има по време на Абасидския халиф ал-Мехди (775 – 785), който премества стените и разширява сградата така, че Кааба да се окаже в центъра на двора. В началото на XIV век джамията претърпява пожар и наводнение и е построена наново. През 1571 г. архитект Мимар Синан по заповед на султан Селим II извършва значителни подобрения и заменя плоския покрив с малки кубета. Османските добавки са най-старата запазена част на съвременната сграда..

### XX век
Първото осветление с електричество е прекарано в началото на века от Хюсеин Бин Али, емир на Мека и крал на Хиджаз. Електрическо озвучаване е използвано за първи път през 1948 г. Най-значителните промени настъпват през втората половина на XX век, когато възможностите за полети нарастват драстично, с което нараства броят на поклонниците, а приходите от нефтените находища увеличават благосъстоянието в Саудитска Арабия.
На 20 ноември 1979 г. джамията е превзета от ислямски бунтовници.